# Teletransportació de porta quàntica

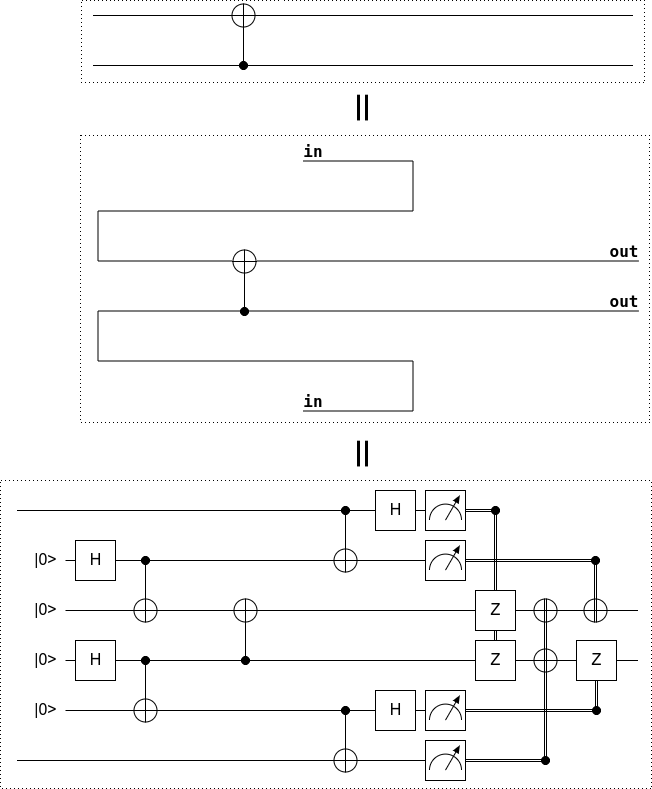
Aplicació d'una porta CNOT mitjançant la teleportació de la porta. Utilitza la mesura de la base de Bell (descomposta aquí en un CNOT, una H i dues mesures), la inicialització de la base de Bell (descomposta aquí en dos reinicials, una H i un CNOT) i retroalimentació clàssica en forma d'operacions de Pauli controlades per la mesura. resultats.

La teleportació de la porta quàntica és una construcció de circuit quàntic on s'aplica una porta als qubits objectiu aplicant primer la porta a un estat entrellaçat i després teletransportant els qubits objectiu a través d'aquest estat entrellaçat.
Aquesta separació de l'aplicació física de la porta del qubit objectiu pot ser útil en els casos en què l'aplicació de la porta directament al qubit objectiu pot ser més probable que la destrueixi que no pas aplicar l'operació desitjada. Per exemple, el protocol KLM es pot utilitzar per implementar una porta NO controlada en un ordinador quàntic fotònic, però el procés pot ser propens a errors que destrueixin els qubits objectiu. Mitjançant l'ús de la teleportació de la porta, l'operació CNOT es pot aplicar a un estat que es pot recrear fàcilment si es destrueix, permetent que el KLM CNOT s'utilitzi en càlculs quàntics de llarga durada sense arriscar la resta del càlcul. A més, la teleportació de la porta és un component clau de la destil·lació de l'estat màgic, una tècnica que es pot utilitzar per superar les limitacions del teorema d'Eastin-Knill.
La teleportació de la porta quàntica s'ha demostrat en diversos tipus d'ordinadors quàntics, inclòs l'òptica lineal, computació quàntica superconductora, i la computació quàntica d'ions atrapats.